# 阿诺·布瓦托
阿诺·布瓦托（法語：Arnaud Boiteau，1973年11月7日—），法国男子马术运动员。他曾代表法国参加2004年夏季奥林匹克运动会马术比赛，获得男子团体三日赛金牌，他也参加了个人三日赛，但并未能完成比赛。